# گیلتون (کلرادو)
گیلتون (به انگلیسی: Galeton) یک منطقهٔ مسکونی در ایالات متحده آمریکا است که در شهرستان ولد، کلرادو واقع شده‌است. گیلتون ۱٬۴۵۴ متر بالاتر از سطح دریا واقع شده‌است.